# 孔德人
孔德人（Khonds，也拼写为kondha、kandha、khondho等）是印度讲德拉威语的部落族群。传统的狩獵採集者，出于人口普查的目的，孔德人被分为山居孔和林、平原居孔和林；所有的孔和林都是由他们的家族确定的，通常拥有大片肥沃的土地，但仍然在森林中从事狩猎、采集和刀耕火种农业作为它们与森林的联系和所有权的象征。孔德人语言为奎语和库维语。
孔德人是熟练的土地居民，表现出对森林环境更大的适应性。然而，由于教育、医疗设施、灌溉、种植等方面的发展干预，他们在许多方面被迫进入现代生活方式。他们的传统生活方式、经济习惯特征、政治组织、规范、价值观和世界观在很长一段时间内发生了巨大的变化。
孔德人是安得拉邦、比哈尔邦、恰蒂斯加尔邦、中央邦、马哈拉施特拉邦、奥里萨邦和西孟加拉邦的指定计划部落。

## 语言
孔德人把魁语作为他们的母语。它与贡迪和库维的关系最为密切。魁语是一种用奥迪亚文书写的德拉威语。

## 社会
孔德一家是熟练的陆地居民，对森林和山丘环境的适应能力更强。然而，由于在教育、医疗设施、灌溉、种植等方面的发展干预，他们在许多方面被迫进入现代生活方式。近年来，他们的传统生活方式、经济习惯、政治组织、规范、价值观和世界观发生了巨大变化。传统孔德社会是基于地理上划分的部落，每个部落由一个图腾确定的大型相关家族组成，通常是一只雄性野生动物。每个氏族通常有一个共同的姓氏，由氏族中最有权势的家族中最年长的男性成员领导。孔德家族的所有部族都效忠于“孔德普拉丹”（Kondh Pradhan），他通常是孔德最强大部族的领袖。
孔德家庭通常是核心家庭，尽管也有大家庭。在孔德社会，女性家庭成员与男性家庭成员享有平等的社会地位，她们可以继承、拥有、持有和处置财产，不需要与父母、丈夫或儿子联系。妇女有权选择自己的丈夫，并要求离婚。然而，家庭是父系和父系的。再婚是常见的离婚或丧偶的妇女和男子。在孔德社会，孩子从来不被认为是非婚生子女，他们继承亲生父亲或收养父亲的氏族姓氏，所有权利归亲生子女所有。孔德有一个男女青少年宿舍，这是他们入学和教育过程的一部分。女孩和男孩晚上睡在各自的宿舍，在歌舞中学习社会禁忌、神话、传说、故事、谜语、谚语一整夜，从而了解部落的道路。女孩通常被教导如何好好管理家务，如何培养好孩子，而男孩则学习打猎的艺术，以及他们勇敢和好战的祖先的传说。狩猎的勇敢和技巧决定了一个人在孔德部落中能得到什么样的尊重。第一次和第二次世界大战期间，英国征募了大量孔德人，他们被视为原始丛林战专家。即使在今天，仍有很大一部分孔德男子加入了印度的邦警察或武装部队，以寻找机会证明他们的勇敢。男人们通常在森林里觅食或打猎。他们还在山坡上种植不同品种的水稻、小扁豆和蔬菜，实行轮耕的坡都系统。妇女通常承担所有家务劳动，从遥远的溪流取水、做饭、为每个家庭成员提供食物，到协助男子耕种、收割和在市场上销售农产品。
通常实行氏族异族通婚。根据习俗，婚姻必须跨越氏族界限(乱伦禁忌的一种形式)。该氏族是严格的外婚制，这意味着婚姻是在氏族之外(但仍然是在大洪德人口中)。获得配偶的形式通常是协商。然而，通过俘虏或私奔结婚也很少发生。婚礼彩礼由新郎支付给新娘的父母，这是孔德人的一个显著特征。传统的彩礼是用虎皮支付的，尽管现在土地或黄金君主是彩礼的通常支付方式。

### 宗教信仰

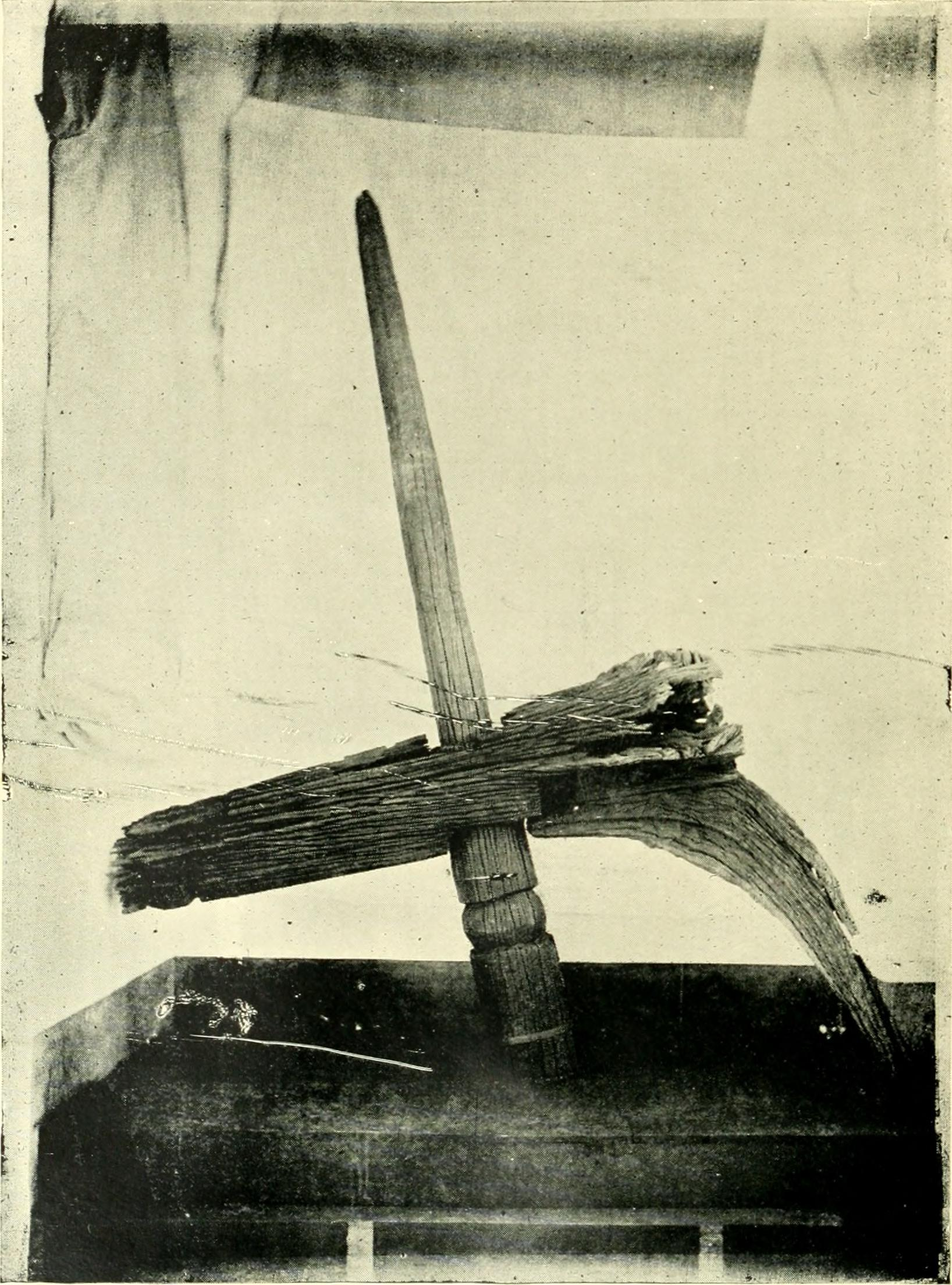
米利亚祭柱。

传统上，孔德宗教信仰是图腾崇拜、万物有灵论、祖先崇拜、萨满教和自然崇拜的融合体。孔德人最重视地球女神，她被认为是世界的创造者和维持者。在孔德社会，他们社会中的任何成员违背了公认的宗教行为，以缺乏降雨、浸泡溪流、破坏森林产品和其他自然灾害的形式引起了灵魂的愤怒。因此，习惯法、规范、禁忌和价值观得到了极大的遵守和执行，并根据所犯罪行的严重性受到了从高到重的惩罚。传统宗教的实践在今天几乎灭绝了。在十九世纪末二十世纪初，由于塞拉姆波传教士的努力，许多孔德人转变为新教基督教。孔德传统信仰对基督教的影响可以在一些仪式中看到，例如那些与复活节和复活有关的仪式，当祖先也受到尊敬和献祭时，尽管教会正式拒绝作为异教徒的传统信仰。许多孔德人也皈依了伊斯兰教，部落成员中的宗教习俗也多种多样。值得注意的是，与任何文化一样，孔德的伦理实践加强了界定人民的社会和经济实践。因此，地球的神圣性延续了部落社会经济，其中与自然的和谐和对祖先的尊重是根深蒂固的，而忽视土地神圣性的非部落文化在砍伐森林、露天开采等方面没有发现问题，这导致了许多情况下的冲突。

## 经济
它们以觅食、狩猎和采集为基础的自给经济，但现在主要依靠自给农业，即轮作或刀耕火种或podu。东里亚孔德人是优秀的果农。他们最显著的特点是他们适应了园艺，大量种植菠萝、桔子、姜黄、姜和木瓜。森林果树，如芒果和菠萝，也有大量的发现，这满足了主要的饮食块冬虫夏草。此外，作为保留欠发达和文化进化最原始特征的经济需要的一部分，东里亚人实行轮作耕种，即当地所称的“podu chasa”。

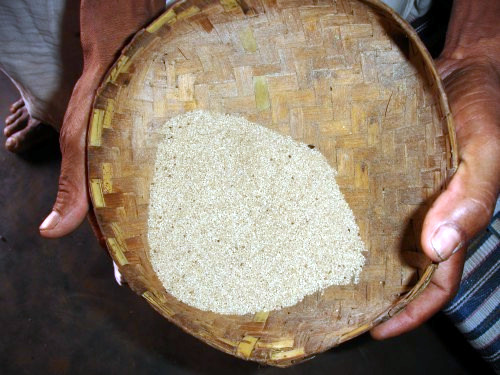
尼雅吉里山的传统药米

孔德族，或者当地人所知的奎族，是奥里萨最大的部落之一。他们以尊重自然为中心的文化遗产和价值观而闻名。奥里萨的坎达马区（以前是Phulbani区的一部分）居住着55%的孔德人，区名是以部落的名字命名的。
他们出去集体狩猎，吃他们采集的水果和树根。他们通常用从萨尔和马华种子中提取的油烹饪食物。他们也使用药用植物。这些做法使它们主要依靠森林资源生存。孔德人用烟熏鱼和肉来保存。孔德的东利亚族居住在科拉普特区尼亚姆吉里山脉的陡坡上，并越过边境进入卡拉汉地。他们完全在陡坡上工作谋生。

## 起义
孔德人在历史上曾多次发动起义反抗当局。著名的是在1817年和1836年，他们反抗当时英国东印度公司。

## 社会和环境问题
韦丹塔资源公司，一家总部位于英国的矿业公司，威胁着该部落东加里亚-孔德地区的未来，因为他们在尼亚姆吉拉山的家园富含铝土矿。铝土矿也是常年溪流众多的原因。”部落的困境“是由女演员乔安娜·拉姆利讲述的一部国际生存短片的主题。。2010年，印度环境部下令韦丹塔资源股份有限公司停止在奥里萨邦扩建六倍的炼铝厂。作为其“需求尊严”运动的一部分，大赦国际于2011年发表了一份关于东利亚-康德省权利的报告。韦丹塔公司已就此部长级决定提出上诉。。
2013年4月，最高法院维持了对韦丹塔在尼亚姆吉里山项目的禁令，裁定必须考虑受其影响的社区的观点。2013年8月，12个部落村落投票反对该项目，2014年1月，环境和森林部停止了该项目。
在一个试图模仿艺术的生活案例中，部落呼吁詹姆斯卡梅伦帮助他们阻止韦丹塔，认为电影《阿凡达》的作者，处理类似的主题，将理解他们的困境。《综艺》杂志上的一则广告说：“向詹姆斯·卡梅隆呼吁。阿凡达是幻想…而且是真实的。印度的东加里亚-康德部落正努力保卫自己的土地，以防一家矿业公司下地狱般地摧毁他们的圣山。其他支持这项运动的名人包括布克奖得主罗伊（Arundhati Roy），以及英国演员乔安娜·拉姆利（Joanna Lumley）和迈克尔·佩林（Michael Palin）。拯救Niyamgiri委员会的一位领导人Lingaraj Azad说，东加里亚-孔德的运动“不仅仅是一个孤立的部落在传统土地和栖息地上的习惯性权利，而是全世界在保护我们的自然遗产上的权利。”